# Jordi Condom
Jordi Condom Aulí (Palamós, 29 giugno 1969) è un allenatore di calcio ed ex calciatore spagnolo, di ruolo centrocampista, tecnico dell'Alcorcón B.